# Состояние вооружённых сил Австрии на начало Австро-прусско-итальянской войны

## Армия

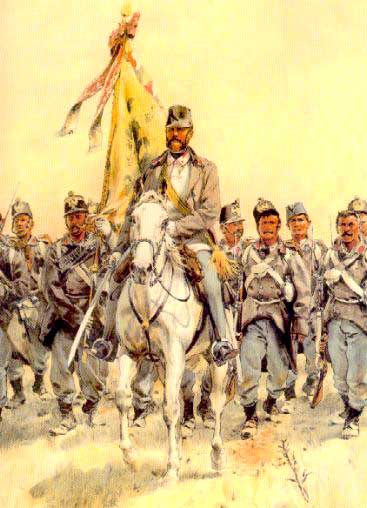
Австрийская пехота в 1866 году., Рудольф Отто фон Оттенфельд.

Вследствие стягивания Италией войск из южной части Апеннинского полуострова и Сицилии, 21 апреля 1866 года Австрия приступила к частичной мобилизации трёх корпусов Южной армии. Для того чтобы принудить Австрию к расширению мобилизации, Бисмарк довёл до её сведения набросок плана кампании, сделанный Х. Мольтке в течение зимы 1865/66 годов. Этот набросок совершенно не отвечал политическим условиям 1866 года: внутреннее положение Пруссии было чрезвычайно сомнительно, коварное внезапное нападение, вопреки всем нормам международного права, могло привести не к мобилизации, а к революции против непопулярного правительства О. Бисмарка. Последний должен был подготовлять войну исподволь, свалив инициативу вооружений на Австрию. Для этой-то последней цели мысли наброска Х. Мольтке были чрезвычайно пригодны. Как только слухи о возможном внезапном нападении пруссаков достигли Вены, в первой половине марта там был собран маршальский совет — заседание представителей высшей военной власти в центре, усиленное приглашенными из провинции командирами корпусов и выдающимися генералами. Маршальский совет приступил к обсуждению плана кампании и постановил прежде всего усилить расположенный в Богемии I корпус на 6700 человек, чтобы довести его до полного мирного состава. С целью скрыть новые мероприятия, на которые была вынуждена пойти армия, австрийская цензура воспретила газетам печатать какие-либо сведения о передвижениях войск или усилении их состава. О. Бисмарк использовал и это обстоятельство, пригласив прусскую печать помещать проверенные данные об изменениях в дислокации и составе прусских войск и набросив на Австрию тень тайной подготовки к войне. 27 апреля Австрия объявила всеобщую мобилизацию.
Австрия, благодаря данному ей сроку, смогла мобилизовать равную прусской полевую армию; но за ней находились лишь очень слабые второлинейные формирования, отвлечённые к тому же охранением внутренней безопасности. В течение войны удалось сформировать лишь ничтожное число резервных батальонов, и даже пополнение при потерях перволинейных войск задерживалось надолго. Ополчение было не обучено и не имело снаряжения, и могло быть использовано лишь в Тироле, против итальянцев. Основные силы Австрии сразу же дебютировали на полях сражений.
Единственным достижением австрийской политики явилось привлечение на свою сторону большей части государств германского союза, напуганных программой Бисмарка, лишавшей их суверенитета. Эти немецкие союзники Австрии располагали армией, по штатам военного времени, в 142 000 чел. Однако в то время, как Италия, Австрия и Пруссия уже в апреле приступили к вооружениям, войска немецких союзников Австрии оставались в немобилизованном виде.
Разумность оперативного развертывания Мольтке очерчивается яснее всего при сравнении с австрийским развертыванием, основанном на противоположных воззрениях. Начальник австрийского генерального штаба, барон Геникштейн, богатый светский человек, меньше всего задумывался над вопросами стратегии и оперативного искусства. Эрцгерцог Альбрехт, сын знаменитого соперника Наполеона, эрцгерцога Карла, наиболее видный кандидат из членов династии на командование войсками, поспешил устроиться на спокойный итальянский фронт под тем предлогом, что нельзя ставить репутацию династии под угрозу поражения.
На Богемский театр главнокомандующим был выдвинут, против его желания, генерал Бенедек, прекрасный строевой начальник, командовавший в мирное время Итальянской армией, знаток Ломбардии, совершенно не подготовленный к руководству большими массами, незнакомый с условиями австро-прусского фронта; при этом эрцгерцог Альбрехт не позволил Бенедеку захватить своего начальника штаба, генерала Иона, наиболее способного разбираться в крупных вопросах австрийского офицера генерального штаба.
Когда, ввиду угрозы войны, в марте 1866 года от начальника австрийского генерального штаба, барона Геникштейна, был потребован план операций против Пруссии, то последний предложил составить таковой полковнику Нейберу, профессору стратегии военной академии. Последний заявил, что для этой работы ему нужны данные о мобилизационной готовности австрийской армии. Военное министерство предоставило Нейберу чрезвычайно пессимистическую оценку состояния австрийских войск; только по истечении нескольких месяцев армия могла стать вполне боеспособной. Поэтому Нейбер высказался за то, чтобы перед началом операций австрийская армия была собрана в оборонительном положении близ крепости Ольмюца и вступила в Богемию, угрожаемую пруссаками с двух сторон, лишь после приобретения достаточной боеспособности.
Затем, по протекции эрцгерцога Альбрехта, начальником оперативной канцелярии Богемской армии был назначен предшественник Нейбера по кафедре стратегии, генерал Крисманич. Последний являлся знатоком Семилетней войны и полагал, что через сто лет повторится картина операций Дауна и Ласси против Фридриха Великого. Крисманич редактировал военно-географическое описание Богемии и изучал всевозможные позиции, которые имелись на богемском театре. Крисманич сохранил мысль Нейбера о предварительном сосредоточении австрийцев в укрепленном лагере у Ольмюца, за исключением I богемского корпуса, который оставался в авангарде, в Богемии, чтобы принять на себя отход саксонцев. Все 8 корпусов, 3 кав. дивизии и артиллерийский резерв, предназначенные действовать в Богемии, должны были представлять одну армию. От наступления в Силезию Крисманич отказался, так как на этом направлении он не усматривал выгодных «позиций» для сражения. Не принимая во внимание возможности железных дорог, Крисманич ожидал сосредоточения всех сил Пруссии в Силезии и прямого движения их на Вену. Как отдельный вариант, разрабатывалось передвижение австрийской армии по трем дорогам из Ольмюца в район правого берега Эльбы.
В Австрии тогда ещё издавались секретные карты с подчеркнутыми на них черными полукругами — «позициями». План Крисманича представлял мешанину из воспоминаний о борьбе с Фридрихом Великим, из нескольких принципов наполеоновского военного искусства, нескольких принципов Клаузевица (Австрия преследует негативную политическую цель, почему ей соответственно вести оборонительные действия) и подробной таксации всевозможных оборонительных линий, рубежей и позиций. План его имел внушительный объём, читался с трудом, докладывался Крисманичем необыкновенно самоуверенно; Крисманич импонировал своим оптимизмом и профессорской безапелляционностью суждений. Неудивительно, что мало образованный австрийский генералитет был подавлен уверенностью и ученостью, которые развернул Крисманич — вообще ленивый, поверхностный и ограниченный человек; но для нас тайна, как мог план Крисманича считаться и спустя 40 лет в учебниках стратегии образцовым.
Несомненно, если бы австрийцы разделили свои силы на две армии и выбрали для их сосредоточения два различных района, например, Прагу и Ольмюц, они могли бы гораздо лучше использовать железные дороги, скорее закончить развертывание, не подвергали бы войска лишениям и сохранили бы гораздо большую способность к маневру. Но для этого им нужно было сделать в военном искусстве тот шаг вперед, который сделал Мольтке и который ещё десятки лет оставался непонятным теоретикам.

## Флот

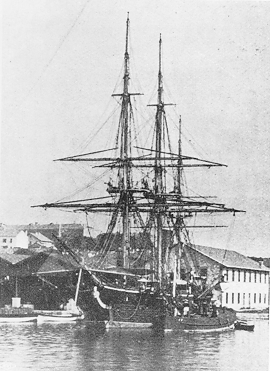
Австрийский фрегат Новара в порте Сиднея, ноябрь 1858. Фотография скорее всего снята местным фотографом и принадлежит австрийцу Вильгельму фон Хетцеру.

Новый австрийский флот был создан в 1848—49 годах, во время войны с Пьемонтом, в течение которой многие морские офицеры австрийского флота, итальянцы по происхождению, переходили на сторону врага. Для того, чтобы сформировать из остатков старого флота новый, на новой же основе, был приглашен датчанин, граф Ханс Бирк фон Даглеруп. Новый принцип комплектования флота отражал интересы Австрийской империи. «Венецианское наследие» беспокоило австрийцев, опасавшихся нового проявления симпатий к Пьемонту, возглавлявшему движение за объединение Италии.
Попытка Даглерупа добиться для флота и для морского министра большей независимости провалилась, поскольку фундаментальным принципом в Австрии являлась как раз зависимость вооруженных сил от императора, его военной канцелярии, и администрации. Однако, ему удалось ввести в качестве основного языка немецкий, строгую дисциплину, заменить многих офицеров-венецианцев австрийцами, германцами, и даже скандинавами. Ещё одной важной мерой, предпринятой Даглерупом, стал перенос базы флота из Венеции в Полу.
Однако основателем австрийской военно-морской мощи принято считать эрцгерцога Фердинанда Максимилиана, ставшего в 1854 году главнокомандующим австрийского флота. Сперва он хотел создать флот, ядром которого были бы «полдюжины деревянных линейных кораблей», но когда Италия заказала постройку броненосцев, он отказался от этой идеи. Он считал, что в Австрии было достаточно флота, состоявшего из второразрядных кораблей, и занимающихся лишь обороной, противопоставляя этому идею о создании флота, по крайней мере столь же сильного, что и итальянский. В конце концов, после Хэмптонского рейда, идея создания броненосного флота была в Австрии принята. До 1862 года, когда Даглеруп покинул свой пост, он изучал организацию британского флота, и стремился усилить организацию флота австрийского. Благодаря ему — а также мощной кораблестроительной промышленности, сосредоточенной в Венеции, Триесте и Поле, в 1866 году флот располагал 7 броненосцами, построенными исключительно в Австрии.
В конце апреля 1866 года Австрия начала готовиться к возможной войне против Пруссии и Италии, затрагивавшей и флот. Основным его соперником должен был быть итальянский флот — поскольку прусский флот был и мал, и находился слишком далеко. Назначение в мае 1866 года В. Ф. Тегетгоффа на пост командующего флотом стало весьма важным событием. Он был популярен на флоте — особенно после битвы при Гельголанде, и эта популярность влияла как на боевой дух моряков, так и на боеспособность кораблей. Верфям в кратчайшие сроки приходилось обеспечивать готовность кораблей, броненосцы «Эрцгерцог Фердинанд Макс» (нем. Erzherzog Ferdinand Max) и «Габсбург» (нем. Habsburg), строившиеся в Триесте, были введены в строй раньше срока. Это позволило установление орудий и боеспособность кораблей соответственно 21 и 27 июня. Старый деревянный линейный корабль «Кайзер», находившийся в ремонте, также был готов к бою 25 июня. Наконец, ещё один старый военный корабль «Новара» (нем. Novara), пострадавший 3 мая от возможно вызванного саботажем пожара, присоединился к стоявшему на якоре в канале Фазана — к северу от Полы — флоту уже 4 июля.
В. Ф. Тегетгофф, будучи подчинён командующему Южной армией эрцгерцогу А. Ф. Рудольфу, получил приказ поддерживать с моря сухопутные операции. В начале войны австрийский флот располагал пятью батарейными броненосцами — «Драх», «Саламандер», «Принц Ойген», «Кайзер Макс», «Дон Хуан де Аустрия» — два других вошли в строй уже после начала войны. Кроме того, было ещё семь небронированных кораблей и семь канонерок. Защита слабейших кораблей флота — деревянных — была усилена железными цепями, в духе применявшихся в гражданской войне в США, которыми прикрыли котлы и пушки. Также их корпуса были усилены по ватерлинии. «Новара» получила также защиту из кусков рельс. Нехватка угля не помешала австрийцам проводить учения в открытом море, хотя им и пришлось двигаться ночью только под парусами, а днём под парами развивать ход не более пяти с половиной узлов. В основном учения заключались в стрельбе залпами по мишеням, маневрированию и таранным ударам. Сосредоточение огня нескольких не слишком мощно вооруженных австрийских кораблей на одной цели позволяло увеличить эффективность стрельбы.
| Корабль             | 48 фн-н | 24 фн-н | 12 фн-н | 6 фн-н | 48 фн-г | 30 фн-г | 12 фн-г | Всего |
| ------------------- | ------- | ------- | ------- | ------ | ------- | ------- | ------- | ----- |
| Ferdinand Max       |         |         |         |        | 16      |         |         | 16    |
| Habsburg            | 1       |         |         |        | 15      |         |         | 16    |
| Kaiser Max          |         | 14      |         |        | 16      |         |         | 30    |
| Prinz Eugen         |         | 14      |         |        | 16      |         |         | 30    |
| Don Juan de Austria |         | 14      |         |        | 14      |         |         | 28    |
| Drache              |         | 16      |         |        | 10      |         |         | 26    |
| Salamanser          |         | 16      |         |        | 10      |         |         | 26    |
| Все броненосцы      | 1       | 74      |         |        | 97      |         |         | 172   |
| Kaiser              |         | 2       |         |        |         | 74      | 16      | 92    |
| Novara              |         | 3       |         |        |         | 44      | 4       | 51    |
| Schwarzenberg       |         | 4       |         |        |         | 36      | 6       | 46    |
| Radetzky            |         | 3       |         |        |         | 24      | 4       | 31    |
| Adria               |         | 3       |         |        |         | 24      | 4       | 31    |
| Donau               |         | 3       |         |        |         | 24      | 4       | 31    |
| Fredrich            |         | 2       |         |        |         | 16      | 4       | 22    |
| Hum                 |         | 2       |         |        | 2       |         |         | 4     |
| Dalmat              |         | 2       |         |        | 2       |         |         | 4     |
| Vellebich           |         | 2       |         |        | 2       |         |         | 4     |
| Wall                |         | 2       |         |        | 2       |         |         | 4     |
| Reka                |         | 2       |         |        | 2       |         |         | 4     |
| Seehund             |         | 2       |         |        | 2       |         |         | 4     |
| Streiter            |         | 2       |         |        | 2       |         |         | 4     |
| Kerka               |         | 2       |         |        |         | 4       |         | 6     |
| Narrenta            |         | 2       |         |        |         | 4       |         | 6     |
| Kaiserin Elisabeth  |         | 2       | 4       |        |         |         |         | 6     |
| Greif               |         |         | 2       |        |         |         |         | 2     |
| Andreas Hofer       |         | 1       |         |        |         | 3       |         | 4     |
| Stadium             |         |         |         |        |         |         |         |       |
| Santa Lucia         |         |         | 2       |        |         | 4       |         | 6     |
| Vulkan              |         |         | 2       |        |         |         |         | 2     |
| Triest              |         |         |         | 4      |         |         |         | 4     |
| Всего               | 1       | 115     | 10      | 4      | 111     | 257     | 42      | 540   |